# Karl David Uitti
Karl David Uitti   (* 10. Dezember 1933; † 11. November 2003) war ein US-amerikanischer Romanist und Mediävist.

## Leben und Werk
Uitti studierte an der University of California, Berkeley, schrieb 1953 die Master-Arbeit Conceptions of pure poetry in French and English from Poe to Yeats and Valéry und promovierte 1959 mit der Arbeit Pensée et création littéraires dans l'oeuvre de Remy de Gourmont (erschienen u. d. Titel: La Passion littéraire de Remy de Gourmont, Princeton/Paris 1962). 1959 ging er an die Princeton University und blieb dort bis zu seinem Tod (von 1972 bis 1978 als Chair of the Department of Romance Languages and Literatures, anschließend als Professor für Französisch und Italienisch und John Woodhull Professor of Modern Languages). Er leitete die Computerisierung der Lancelot-Manuskripte (Charrette-Projekt).

Uitti war Herausgeber der „Edward C. Armstrong Monographs on Medieval Literature“ (ab 1979) und Mitherausgeber der Zeitschriften French Forum und Romance Philology.

## Weitere Werke
- The Concept of self in the Symbolist novel, Den Haag 1961
- Linguistics and literary theory, Englewood Cliffs 1969 (spanisch: Madrid 1977)
- Story, myth and celebration in Old French narrative poetry, 1050-1200, Princeton 1973
- (Hrsg. mit Alfred Foulet) Chrétien de Troyes: Le chevalier de la charrette (Lancelot), Paris 1989,  2006, 2010 (Classiques Garnier)
- (Hrsg. mit Joseph Miller) Gordon Douglas McGregor, The broken pot restored. Le jeu de la feuillée of Adam de la Halle, with an English version of Le jeu la feuillée by G. McGregor and Jan Heckenkamp Logan and of selected Fatrasies d'Arras by G. McGregor, Lexington, Ky. 1991
- (mit Michelle A. Freeman) Chrétien de Troyes revisited, New York 1995